# Jesús Rollán
Pour les articles homonymes, voir Rollan.
Jesús Miguel Rollán Prada, né le  4 avril 1968 à Madrid et mort le 11 mars 2006 à La Garriga, est un joueur espagnol de water polo évoluant au poste de gardien de but.

## Palmarès
Il participe à cinq éditions des Jeux olympiques d'été entre 1988 et 2004. Médaillé d'argent aux Jeux olympiques d'été de 1992 à Barcelone, il remporte le titre olympique avec l'Espagne lors des Jeux olympiques d'été de 1996 à Atlanta. Il est sacré champion du monde en 1998 et 2001.
Il est aussi vice-champion du monde en 1991 et 1994 et vice-champion d'Europe en 1991.
Ami personnel de Christine de Bourbon (fille du roi Juan Carlos), c'est lui qui présenta son futur époux Iñaki Urdangarin.
Dépressif, il se suicide par défenestration le 11 mars 2006 alors qu'il suivait une cure thermale à La Garriga près de Barcelone.